# Сириченко, Николай Трофимович
Николай Трофимович Сириченко (9 декабря 1921, с. Мандрово, Воронежская губерния — 30 апреля 1949, Копейск, Челябинская область) — капитан Рабоче-крестьянской Красной Армии, участник Великой Отечественной войны, Герой Советского Союза (1944).

## Биография
Николай Сириченко родился 9 декабря 1921 года в селе Мандрово (ныне — центр Мандровского сельского поселения, Валуйский район, Белгородская область). После окончания семи классов школы работал на шахтах Донбасса. В марте 1941 года Сириченко был призван на службу в Рабоче-крестьянскую Красную Армию. С августа того же года — на фронтах Великой Отечественной войны. В 1942 году Сириченко окончил курсы младших лейтенантов.
К декабрю 1943 года старший лейтенант Николай Сириченко командовал истребительно-противотанковой батареей 45-миллиметровых орудий 624-го стрелкового полка 137-й стрелковой дивизии 29-го стрелкового корпуса 48-й армии 1-го Белорусского фронта. Отличился во время освобождения Гомельской области Белорусской ССР. 5 декабря 1943 года батарея Сириченко в районе деревни Доброгоша Жлобинского района уничтожила 4 огневых точки и около взвода пехоты противника, после чего переправилась через болота и заняла позиции на важной высоте. Отражая немецкую контратаку, артиллеристы Сириченко уничтожили 2 самоходных артиллерийских орудия и около 200 солдат и офицеров противника. В тех боях Сириченко получил ранения в ноги, но продолжал сражаться.
Указом Президиума Верховного Совета СССР от 16 мая 1944 года старший лейтенант Николай Сириченко был удостоен высокого звания Героя Советского Союза с вручением ордена Ленина и медали «Золотая Звезда» за номером 3925.
После окончания войны в звании капитана Сириченко был уволен в запас. Проживал и работал сначала в Валуйках, затем в Копейске. Скоропостижно скончался 30 апреля 1949 года, похоронен на Центральном кладбище Копейска.

## Награды

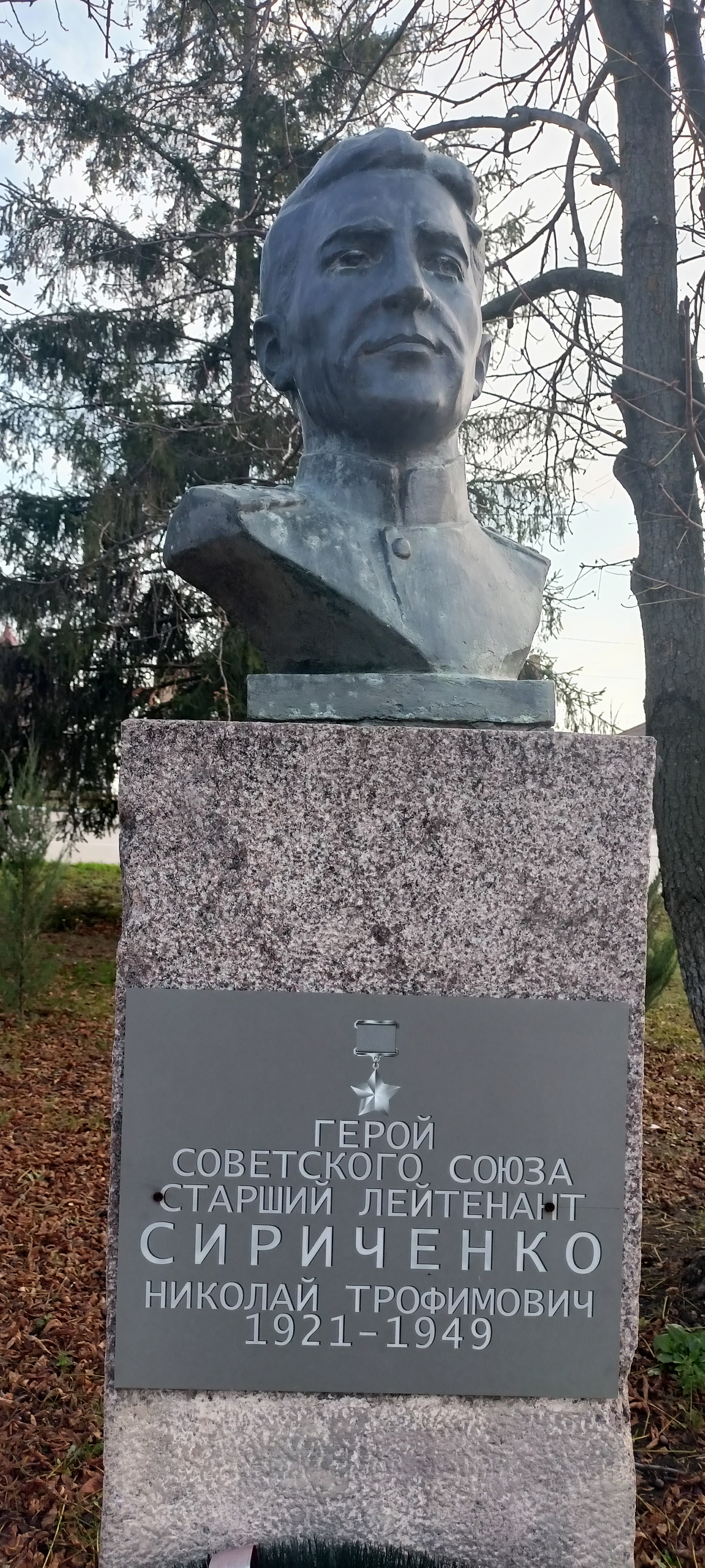

Был также награждён орденами Александра Невского и Красной Звезды, рядом медалей.

## Память
В честь Сириченко названа улица в его родном селе, установлены бюсты в Копейске и Валуйках.